# Кітув
Кітув (пол. Kitów) — село в Польщі, у гміні Сулув Замойського повіту Люблінського воєводства.
Населення — 247 осіб (2011).
У 1975-1998 роках село належало до Замойського воєводства.

## Демографія
Демографічна структура станом на 31 березня 2011 року:
|          | Загалом | Допрацездатний вік | Працездатний вік | Постпрацездатний вік |
| -------- | ------- | ------------------ | ---------------- | -------------------- |
| Чоловіки | 114     | 21                 | 67               | 26                   |
| Жінки    | 133     | 27                 | 64               | 42                   |
| Разом    | 247     | 48                 | 131              | 68                   |